# Матричний індикатор

Принцип формування зображення, що використовується в матричних індикаторах з динамічним керуванням

Ма́тричний (знакосинтезува́льний) індика́тор (англ. dot-matrix display) — різновид знакосинтезувального індикатора, елементи відображення якого згруповані за рядками та стовпцями. Матричний індикатор призначений для виведення зображень символів, спеціальних знаків та графічних об'єктів у різноманітних пристроях для зорового сприйняття.

## Будова та принцип дії

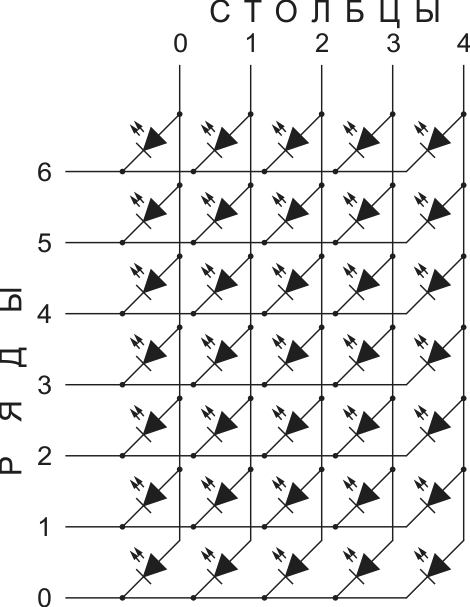
Електрична схема монохромного світлодіодного матричного індикатора з динамічним керуванням

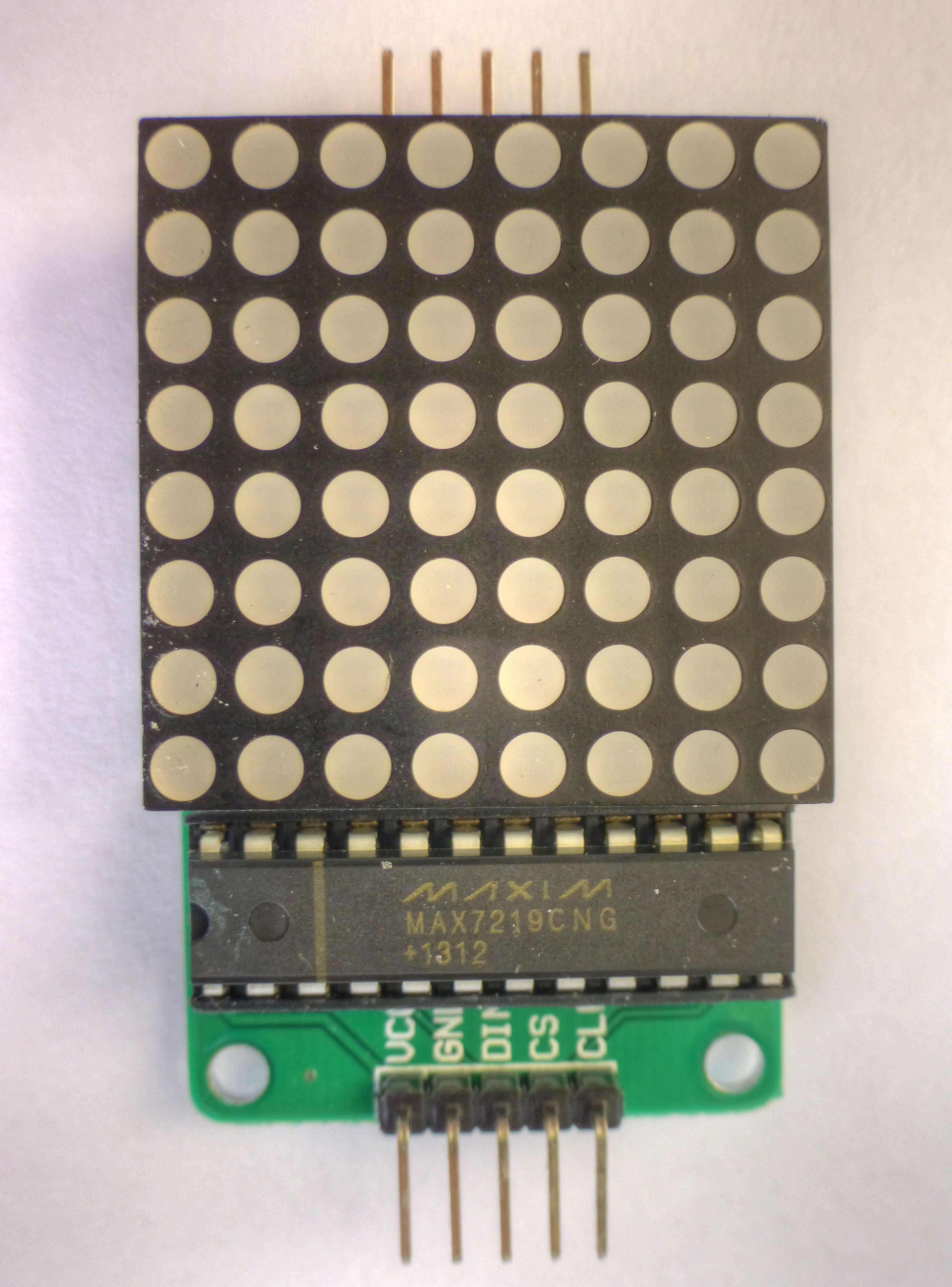
Світлодіодна матриця 8×8 із мікросхемою керування

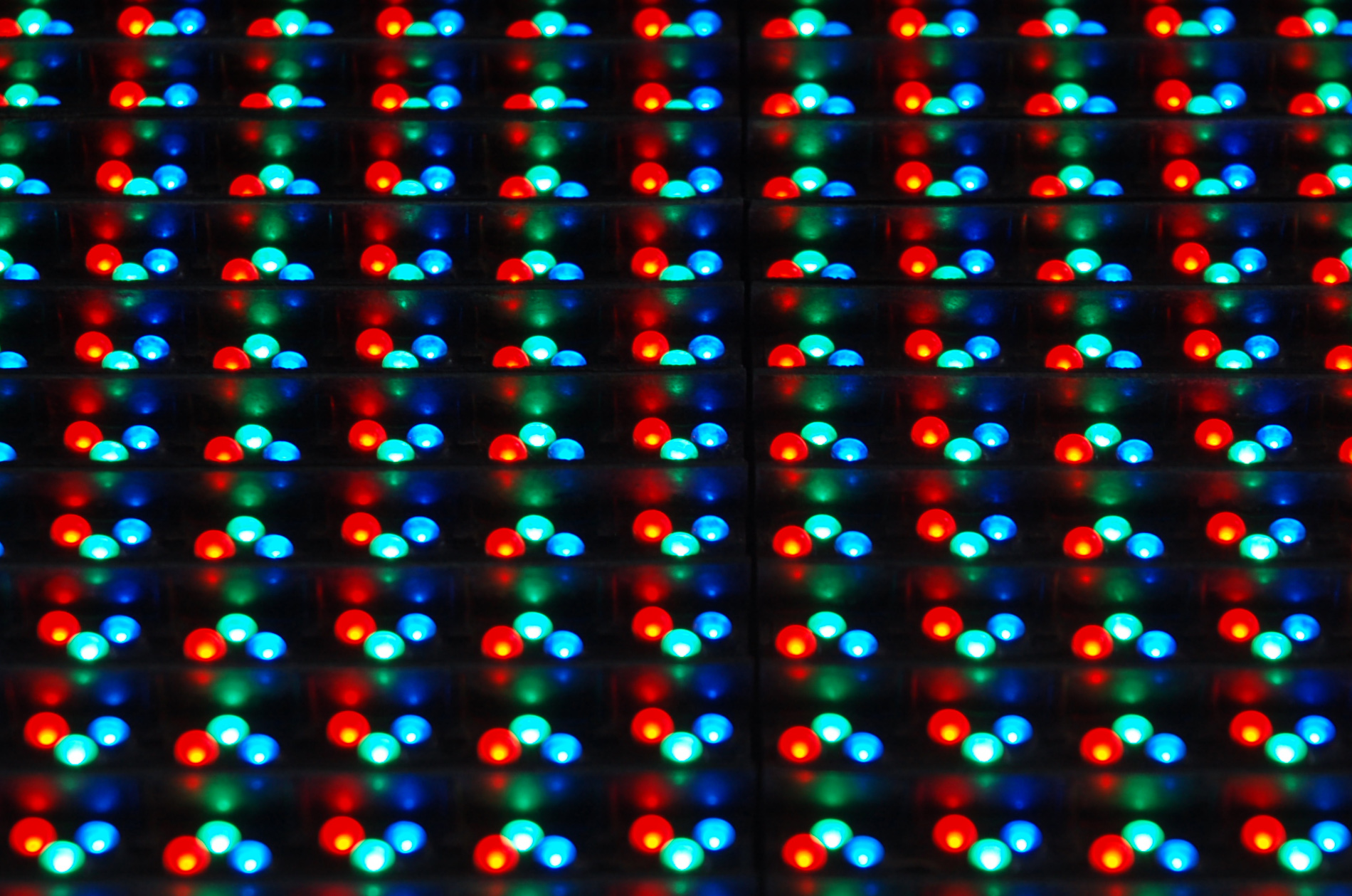
Світлодіодна RGB-матриця

Матричним індикатором зазвичай вважають пристрій, виконаний у закінченому конструктиві — корпусі. На відміну від екрана чи дисплея, індикатор має обмежену кількість елементів індикації, або призначений для зображення одного чи невеликої кількості символів. Назва має походження від поняття матриця у математиці.
Матричний індикатор складається з необхідної, достатньо великої кількості однотипних елементів — пікселів, згрупованих у рядки та стовпці. Матричні індикатори можуть групуватись з різних типів елементарних індикаторів-пікселів: рідкокристалічні, світлодіодні, люмінесцентні, блінкерні тощо.
За принципом формування зображення та керування матричні індикатори бувають двох видів: статичні й динамічні (мультиплексні).
В статичних матричних індикаторах кожний піксель має індивідуальний драйвер-формувач напруги (струму). Для випадку невеликої роздільної здатності індикатора (наприклад 4×4 пікселі), великих розмірів індикатора та великої потужності споживання переважно економічно вигідніше використовувати статичний спосіб. Крім того, такий спосіб формування зображення використовується у застосуваннях, де вимагається малий рівень електромагнітних завад, так як динамічні індикатори через імпульсний спосіб керування створюють електромагнітні завади.
У індикаторах з динамічним способом формування зображення, керування відбувається за рядками та стовпцями. Однойменні виводки елементів індикації в рядках та стовпцях індикатора об'єднані між собою. Для увімкнення конкретного пікселя необхідно подати напругу на електричний вивід рядка та вивід стовпця. На перетині цих двох координат висвітиться крапка. Також можна одночасно увімкнути й декілька пікселів, що належать одному стовпцю (рядку). Наприклад, якщо на вивід одного стовпця світлодіодного матричного індикатора подати робочу напругу, а на контакти певних рядків подати необхідний струм керування, увімкнуться декілька конкретних пікселів, що належать цьому стовпцю. При такому способі керування у кожний момент часу одночасно вмикаються елементи одного стовпця або рядка. За рахунок швидкої динамічної зміни увімкнених рядків (стовпців) та інерційності людського зору, чи інертності самих елементів індикації, зображення формується у картинку, для зорового сприйняття.
Таке технічне рішення дає змогу звести до мінімуму кількість виводів, необхідних для керування світлодіодами. Наприклад, світлодіодна матриця розмірністю 8×8 світлодіодів містить 64 світлодіоди, для керування якими потрібно було б 64 порти вводу/виводу, по одному для кожного пікселя індикатора. Якщо підключити всі аноди разом в рядах (R1…R8), і катоди в стовпчиках (C1…C8), необхідна кількість портів вводу/виводу зменшується до 16.
Формування зображення на багатобарвних індикаторах має свої особливості. Наприклад при використанні напівпровідникового двоколірного індикатора з червоним і зеленим кольором світіння, в кожному пікселі індикатора присутні як мінімум два світлодіоди — червоного і зеленого кольору. Управління кольором світіння виробляється зміною співвідношення або середнього струму через червоний і зелений світлодіоди при фіксованому часі горіння, або часу світіння при стабільному струмі.

### Керування індикатором
Керування матричним індикатором зазвичай здійснюється за мультиплексним принципом формування зображення й відбувається так: вибирається один із рядків шляхом подачі живлення, при цьому сигнал (код) подається на ті позиції у рядку, які повинні бути увімкнені. Потім вибирається наступний рядок і процес повторюється. Напруга (струм) на виводах індикатора формується за допомогою схеми керування —  драйвера.
У пристроях з інерційними елементами індикації чи бістабільними елементами, стан кожного пікселя фіксується за допомогою електронної схеми аналогічно до мультиплексного способу керування. Оскільки кожен піксель індикатора володіє короткочасною або довготривалою пам'яттю стану, це дозволяє суттєво знизити частоту циклів керування, аж до нуля у випадку бістабільного екрана, наприклад, блінкерного, у яких керувальний вплив робиться лише у моменти зміни зображення.
Найпопулярніші моделі односимвольних матричних індикаторів мають роздільну здатність 5×7, 5×8 та 8×8 пікселів.
Індикатори бувають монохромними та кольоровими: в останньому випадку кожен піксель складається з двох або трьох (RGB) елементів різних кольорів, керування яким здійснюється окремо.
Матричні індикатори можуть мати рамку, що не має пікселів і не бере участі у формуванні зображення, або можуть бути стикувальними, що дозволяють при встановленні у ряд формувати неперервний рядок символів. Часто з них формуються пристрої візуального виводу інформації типу біжучий рядок. Випускаються також готові блоки (панелі) для виведення одного або декількох рядків символів.
|  | Біжучий рядок на матричних індикаторах                                        |
|  | Приклад використання матричної панелі для виведення інформаційних повідомлень |

## Переваги матричних індикаторів

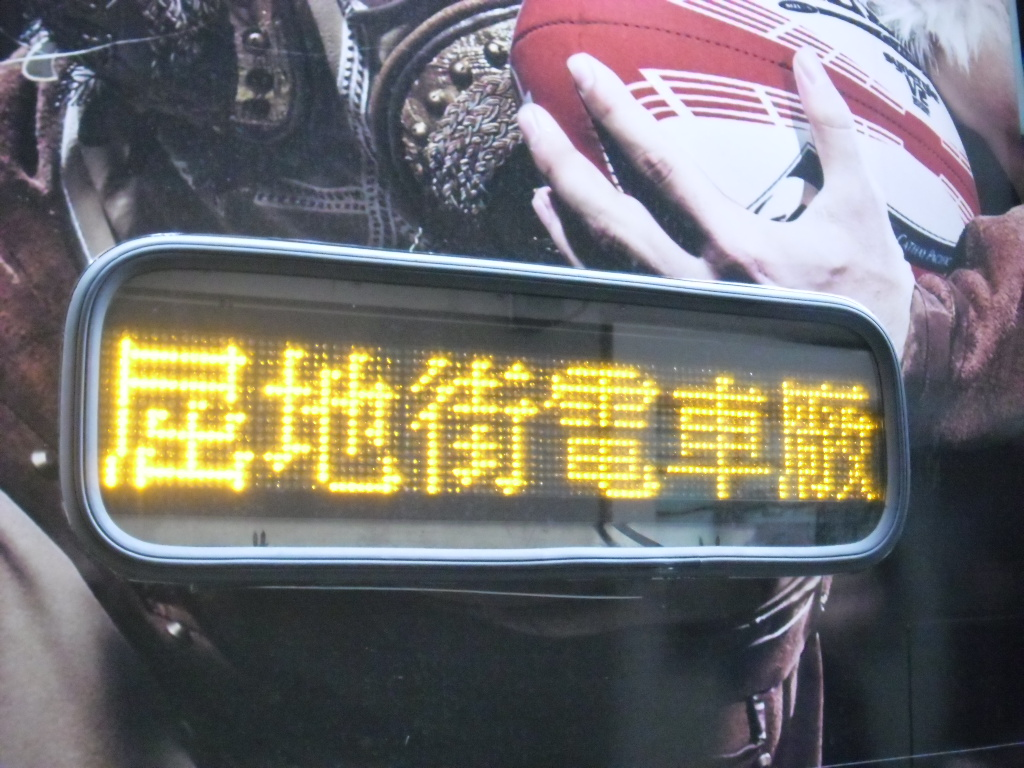
На матричний індикатор можна виводити навіть ієрогліфи.

- Велика кількість видів символів: цифри, літери різних алфавітів (залежить від роздільної спроможності індикаторів), як великі, так і малі, розділові знаки, псевдографіка, й навіть прості малюнки;
- Звичніша і сприйнятніша для зору форма символу, у порівнянні з сегментними індикаторами, що є суттєвим при зображенні літер та інших символів.

## Недоліки у порівнянні із сегментними індикаторами
- Більша складність схеми керування виведенням зображення;
- Вища ціна елементної бази та схемної реалізації;
- Менша надійність за рахунок складності конструкції та числа компонентів.